# Banjaragung (Bareng)
Banjaragung is een bestuurslaag in het regentschap Jombang van de provincie Oost-Java, Indonesië. Banjaragung telt 4425 inwoners (volkstelling 2010).